# Bajingmeduro
Bajingmeduro is een bestuurslaag in het regentschap Rembang van de provincie Midden-Java, Indonesië. Bajingmeduro telt 1668 inwoners (volkstelling 2010).